# 和議法
和議法（わぎほう、大正11年4月25日法律第72号）は、破産の予防のために行う強制和議に関する日本の法律である。
1922年4月25日に公布され、2000年4月1日の民事再生法の施行に伴い廃止された。

## 概要
本法は、再建型の倒産処理手続の一般法として、当時の最新立法であったオーストリア和議法（1914年）を参照して1922年（大正11年）4月に制定され、翌1923年1月1日に旧破産法とともに施行された。
和議法でいう「和議」とは、「破産予防ノ為ニスル強制和議」のことをいう（1条）。「破産予防の和議」「破産宣告前の和議」等ともよばれ、債務者の破産を予防することを目的とした制度である。和議前置主義を取らず、和議手続きを経ることなく破産申立が可能であり、自然人及び法人に和議能力を認めていた。

## 倒産法制度改革
制定以降長らく再建型の倒産処理手続として役割を担ってきたが、担保権者を拘束できず申し立てる債務者側にとって使い勝手が悪く、さらに債権者側にとっても、債務者に合意した支払いを確実に履行させるための手段を欠いているなどの欠点を抱えていた。特に後者の問題は、本来合意通り誠実に弁済を履行すべきはずの債務者が、債権者との合意を反故にして債権者の利益を害することを許してしまうことにつながる決定的な弱点で、和議法という名称にかけて「和議法は詐欺法」と揶揄されることもあった。
1996年10月から、法務省の法制審議会倒産法部会において、倒産法制の見直し作業が開始され、その中で、1999年8月26日、法制審議会総会において「民事再生手続（仮称）に関する要綱」が決定された。これに基づき民事再生法が成立し、2000年（平成12年）4月1日の同法施行に伴い、和議法は廃止された。

## 構成
- 第一章　総則（第1条～第11条）
- 第二章　和議ノ開始（第12条～第40条）
- 第三章　和議債権及其ノ届出（第41条～第45条）
- 第四章　債権者集会（第46条～第49条）
- 第五章　和議ノ認否（第50条～第58条）
- 第六章　和議ノ廃止（第59条～第61条）
- 第七章　譲歩及和議ノ取消（第62条～第67条）
- 第八章　罰則（第68条～第70条）